# Îles d'énergie du Danemark
Les îles d'énergie du Danemark sont des projets de sites marins de production d'énergie électrique situés sur le territoire du Danemark.
Au début des années 2020, le gouvernement du Danemark planifie la création de parcs éoliens de grandes tailles, l'un en mer du Nord et l'autre en mer Baltique, dont l'exploitation commencerait dans les années 2030.
Ce projet de construction, s'il se réalise, sera le plus grand jamais réalisé dans l'histoire du Danemark. Si la première phase est complétée, elle multipliera par quatre la puissance produite par ce pays. Si la deuxième phases est réalisée, elle multipliera par sept la puissance actuelle,,.

## Description
En mer du Nord, une île artificielle serait construite dans le but de fournir au moins 3 GW de puissance, capacité pouvant atteindre jusqu'à 10 GW selon la demande. L'île pourrait être composée de sable, de pièces métalliques ou d'un grand caisson sur lequel serait déposé des rochers pour qu'il soit en partie immergé. L'île serait située à environ 80 km à l'ouest du Jutland, à une profondeur d'environ 25 mètres.
En mer Baltique, un hub serait construit sur l'île naturelle de Bornholm qui pourrait desservir un parc éolien totalisant 2 GW,.

## Réalisation
En 2023, le premier appel d'offres prévu est retardé du fait de coûts estimés élevés.